# Bishopiana
Bishopiana és un gènere d'aranyes araneomorfes de la subfamília Erigoninae, dins de la família Linyphiidae.
Fou descrit per primera vegada per Kiril Ieskov l'any 1988.
Es pot trobar a la Rússia asiàtica, Mongòlia i la Xina.

## Llista d'espècies
Segons The World Spider Catalog 12.0:
- Bishopiana glumacea (Gao, Fei & Zhu, 1992)
- Bishopiana hypoarctica Eskov, 1988